# Euphorbia atrispina
Euphorbia atrispina ist eine Pflanzenart aus der Gattung Wolfsmilch (Euphorbia) in der Familie der Wolfsmilchgewächse (Euphorbiaceae).

## Beschreibung
Die sukkulente Euphorbia atrispina bildet kleine Sträucher, mit einer dichten Verzweigung aus der Basis heraus, bis 20 Zentimeter Höhe aus. Die sechs- bis neunrippigen Zweige werden etwa 2 Zentimeter dick und sind mit flachen und dicht stehenden Warzen bedeckt. Zwischen den Rippen wird jeweils eine flache Furche ausgebildet. An den Zweigen stehen einzelne, schwarze und unfruchtbare Blütenstandstiele die dornartig sind und 1 bis 2 Zentimeter lang werden. Sie sind mit wenigen und sehr kleinen Tragblättern versehen.
Es werden einzeln stehende, etwa 2,5 Millimeter große Cyathien ausgebildet, die sich an schwarzen Blütenstandstielen bis 4 Millimeter Länge befinden. Die einzeln stehenden Nektardrüsen sind elliptisch geformt und der Fruchtknoten ist sitzend. Über die Frucht und den Samen ist nichts bekannt.

## Verbreitung und Systematik
Euphorbia atrispina ist in Südafrika in der Provinz Westkap auf Bergen verbreitet.
Euphorbia atrispina gehört zur Sektion Anthacanthae der Untergattung Athymalus. Die Erstbeschreibung der Art erfolgte 1915 durch Nicholas Edward Brown.
Es werden folgende Varietäten unterschieden:
- Euphorbia atrispina var. atrispina
- Euphorbia atrispina var. viridis A.C.White, R.A.Dyer & B.Sloane (1941)
unterscheidet sich zur Stammart sechs- bis achtkantige Zweige und gelblich grün gefärbte unfruchtbare, dornige Blütenstandstiele

Peter V. Bruyns behandelte die Art und ihre Varietät 2012 als Synonym von Euphorbia heptagona.